# Ermanno Capelli (autore)
Ermanno Capelli (Torino, 25 settembre 1942 – Moncalieri, 5 marzo 2022) è stato un paroliere italiano.

## Biografia
Inizia a scrivere testi di canzoni nel 1970.

### Autore di canzoni
Nel 1973 vengono pubblicate le sue prime canzoni. Fra queste "Trovarti mai, parlarti mai" (versione italiana del brano "I want cry anymore" di Tony Bennett) incisa dalla cantante svizzera Anita Traversi e inserita nel suo album "American Golden Hits", e "Gli occhi ai limiti del cuore" (versione italiana del brano "My Maria" di B. W. Stevenson) incisa dalla cantante Tihm sul Lato B del suo 45 giri "Canto" (PDU) e inclusa nell'album del 1973 dallo stesso nome.
Nel 1974 Capelli è autore degli adattamenti italiani dei testi di sette brani dell'israeliano Uri Geller, presenti nell'album omonimo pubblicato da Polydor.
Lo stesso anno prende parte come autore al Festival di Sanremo 1974 con due canzoni: "La donna quando pensa" (con musica di Mauro Galati) cantata da Paola Musiani e "Ah! L'amore" (scritta con Ciro Sebastianelli, Ettore Lombardi e Hans van Hemert) interpretata dal duo olandese Mouth & MacNeal (composto da Willem Duyn, in arte Big Mouth, e da Sjoukje Lucie van't Spijker, in arte Maggie MacNeal).
Il disco di quest'ultima canzone è stato stampato nell'esecuzione di Mouth & MacNeal in vari paesi europei (Italia, Olanda, Francia, Belgio, Germania - in lingua tedesca), mentre in Argentina il brano è stato registrato in lingua spagnola ("Oh, el amor") dal duo Barbara y Dick.
Sempre nel 1974, Ermanno scrive per Maurizio Arcieri il testo italiano della canzone "Stagioni fuori tempo" (cover di "Le moribond" di Jacques Brel), stampata sul 45 giri omonimo e nell'album "Maurizio" (1975, etichetta Polydor). La canzone è stata incisa anche dalla cantante Dori Ghezzi nell'album "Dori Ghezzi" (1974).
Nell'autunno 1974, la celebre cantante Mina esce sul mercato con un doppio album, "Baby Gate & Mina®" (primo doppio LP dell'artista ad arrivare in testa alla classifica settimanale dei 33 giri; a fine 1975 sarà 14° tra i più venduti), rieditato in seguito in 2 album distinti e separati: "Baby Gate"  e "Mina®". Sia la prima versione accorpata, sia l'album "Mina®" contengono la canzone "Nuur" scritta da Ermanno Capelli ed Osvaldo Miccichè.
La cantante sceglie proprio questa canzone come brano di lancio per l'album. Vengono infatti stampati un promo per juke-box (PDU PA JB 134) ed un altro singolo promozionale (PDU/Fono Film PA CI 130) entrambi contenenti "Nuur". La canzone, che si propone come uno dei primi esempi di World music in Italia, viene registrata da Mina anche in francese ("Lumière"), pubblicata nella raccolta "Mina" (1975, PDU/Pathé C066 14214) per il mercato transalpino; e in spagnolo, mantenendo il titolo originale, ma senza pubblicarla. Entrambe le versioni vengono rimasterizzate e compariranno nel 2011 rispettivamente in "Je suis Mina" e "Yo soy Mina".
Nel 1975 Ermanno Capelli firma i testi di 3 canzoni all'interno dell'album omonimo del gruppo musicale La Quinta Faccia: "Strano uomo", "Tonight" e "School girl".
Sempre nel 1975 comincia la proficua collaborazione con Mino Reitano: vengono pubblicati i 45 giri delle canzoni "Terre lontane" (che Ermanno scrive con Bruno Longhi, Franco Reitano e lo stesso Mino), presentata alla XI Mostra Internazionale di Musica Leggera di Venezia, ed "...E se ti voglio" (testo di Ermanno Capelli e musica di Guido Maria Ferilli), 3ª classificata ad Un disco per l'estate 1975.
In seguito Ermanno scriverà tanti altri testi per Mino Reitano, fra cui "Tu, dolcemente" (1976), firmata con Mike Bongiorno e Ludovico Peregrini, "Innocente tu" e "Ora c'è Patrizia" (1977), che Mino dedicò alla moglie, e "Piccola donna" (1978).
Il 1975 è anche l'anno in cui la storia di Ermanno Capelli incontra la storia dei Flora Fauna & Cemento, gruppo musicale nato da un'idea di Mario Lavezzi e cresciuto sotto l'ala protettiva di Mogol e Lucio Battisti. Escono appunto, per la casa discografica CBS, un 45 giri contenente "Eri bella" (testo di Capelli, musica di Bruno Longhi) e "Sensazione notte" (testo di Capelli, musica di Roberto Valli e Bruno Longhi) e l'album "Disamore" che, oltre alle 2 canzoni citate, ne conta altre 8 tutte firmate da Ermanno. Fra queste: "Il benpensante", scritta da Capelli, Mario Lavezzi e Bruno Longhi, e "Il re del rock", in cui Ermanno ha modo di scrivere il testo a quattro mani con il cantautore genovese Bruno Lauzi.
Nel 1976 la band passa alla Fonit Cetra e pubblica i suoi ultimi 2 45 giri prima dello scioglimento: il primo contiene "Visionario no" (già uscita precedentemente nell'album "Disamore") e "L'orizzonte", ed il secondo "Io sono mia" e "Mia dolce amante"; tutte scritte da Ermanno Capelli e Bruno Longhi.
Sempre nel 1976, Ermanno è autore dei versi della canzone "Come una cenerentola", tema principale della colonna sonora del film "Culastrisce nobile veneziano" di Flavio Mogherini, con musica di Detto Mariano, interpretato da Claudia Mori e Marcello Mastroianni, che sono inoltre gli attori protagonisti del film.
Per Claudia Mori Ermanno scrive anche i testi delle canzoni "L'amore di ieri" (con musica di Bruno Longhi), "La montagna" (con musica della stessa Claudia).
Nel 1976 esce l'album "Singolare" di Mina in cui la cantante cremonese incide una propria versione della canzone "Terre lontane", scritta da Ermanno con Bruno Longhi e i fratelli Franco e Mino Reitano, già interpretata dallo stesso Mino.
Altra collaborazione iniziata in quel periodo è quella con i Camaleonti, per cui scrive i testi di 7 delle 8 canzoni presenti nell'album "Che aereo stupendo...la speranza" (CBS, 1976), la canzone "Tra amici" contenuta nel 45 giri omonimo (1976) e nell'album "Camaleonti in vendita" (1977, etichetta discografica Camaleo) e "Vivo di musica", inserita in varie raccolte del gruppo fra cui il CD "Applausi".
Nel 1976 Ermanno partecipa come autore al Cantagiro con la canzone "Un volo" interpretata da Mauro Galati, anche autore della parte musicale.
Durante la propria carriera prende parte, sempre in veste di autore, anche al Festivalbar.
Dal 1976 al 1979 Ermanno stabilisce un sodalizio con Walter Zabai. Insieme i due scrivono diverse canzoni tra cui "Elvis" per Cristine Renà (1977, Durium) e "Se" per Paola Musiani (1978, Bella Records).
Sempre nel 1976 si concretizza la collaborazione col cantautore Ciro Sebastianelli. Fra le canzoni scritte assieme ed interpretate dallo stesso Sebastianelli vi sono: "Vattenne", il rispettivo Lato B "Ti vestivi di stelle" e "Lasciati andare".
Nel gennaio 1977 esce il 45 giri "Un giorno, cent'anni" dei Dik Dik. La canzone, composta da Ermanno Capelli, Roberto Soffici e Gian Pieretti, viene inserita anche nell'album "Amico" (1978, Ri-Fi Record).
Torna inoltre a scrivere per il gruppo musicale La Quinta Faccia prodotto dalla Universal International Music e realizza (su musiche del compositore e arrangiatore Pino Panetta) i testi per 7 delle 12 canzoni contenute nell'album "Piccola Luisa" (1977), compresa la title track, uscita anche su supporto a 45 giri, che resta per due mesi in hit parade al 5º posto.
Nel 1977 scrive per Nicola Di Bari il testo della canzone "Lei, mia", stampata su dischi Carosello; e scrive per il cantante francese Antoine il testo de "Il maschio oggetto" (versione italiana di "Bord À Bord À Bora Bora", con musica di Jean-Daniel Mercier).
Nel 1979 Ermanno scrive per la cantante Giovanna la canzone "Matta" (Lato B de "Il mio Ex").
Nel 1980 collabora con l'autore e cantautore Ninni Carucci e scrive per lui i versi della canzone "Aprimi" e, per il mercato francese, di "Apprends Moi A T'aimer".
Quando l'8 dicembre 1980 John Lennon viene ucciso, Ermanno scrive le parole della canzone "Addio Beatles" che, dopo essere stata musicata da Clara Serina e Paradiso Gilioli ed arrangiata da Riccardo Zara, nel 1981 sarà affidata alla voce della cantante Tiziana Rivale a quei tempi nota con il nome d'arte di Tiziana Ciao.
Nel 2013 sarà stampato su etichetta 3F un cofanetto de I Cavalieri del Re (Riccardo Zara, Clara Serina, Guiomar Serina, Jonathan Zara) dal titolo "Tesori nascosti" contenente fra l'altro un riarrangiamento di questa canzone usufruendo della traccia vocale originale di Tiziana Rivale e dei cori originali di Riccardo Zara e Clara Serina.
Nel 1981 Ermanno Capelli scrive varie canzoni per Tony Dallara (uscite su 45 giri), fra cui "Poesia sui fiori", "Lei nell'anima" in collaborazione con il musicista e autore delle musiche Pino Panetta,prodotte da Euro Music Corporation. "Amada mia" dà anche il titolo all'album omonimo dell'artista.
Nel 1986 esce, per la casa discografica Tanga Label, il 45 giri (e relativo disco mix) di genere italo-disco, "Make me crash", interpretato da Franco Tozzi, qui chiamato semplicemente Tozzi. Il brano è firmato da Ermanno Capelli e dallo stesso Franco.
La canzone "Make me crash" di Tozzi sarà ristampata in CD e vinile Maxi-Single nel 1999 dall'etichetta tedesca ZYX Music, all'interno della collana "Golden-Dance-Classics".
Nel 1987 Capelli scrive per l'album "Meló" dei Matia Bazar il testo "Oggi è già domani... intorno a mezzanotte", adattamento del brano di matrice jazz "Round midnight" di Thelonious Monk.
Durante la propria carriera elabora inoltre diverse altre traduzioni / adattamenti di canzoni di successo mondiale, come "Don't let me down", "Ticket to ride", "Come together" dei Beatles, "Eye in the sky" degli Alan Parson Project, "In the air tonight" e altri brani celebri di Phil Collins.
Nel 2008 la cantante e showgirl Elisabetta Viviani incide nel suo album "Panta Rei" una versione del brano "Tea for Two" (tratto dal musical "No, No, Nanette" che la Viviani ha interpretato come attrice nello sceneggiato omonimo RAI del 1974), riadattata in italiano da Ermanno Capelli col titolo "Tè per due".
Nel 2014 esce il singolo digitale "Cuore a cuore" di Alfio Cantarella e Daniela Cavallaro, con testo di Ermanno Capelli; musica, arrangiamento e produzione artistica di Riccardo Lasero.
Nel 2016 scrive per Franco Tozzi il testo della canzone "Uomo stupido" (con musica ed arrangiamento di Riccardo Lasero / edizioni musicali: Capogiro Music Publishing), proposta ma non ammessa in gara al 67º Festival di Sanremo 2017 e rimasta inedita fino all'aprile 2018, quando il cantante la presenta per la prima volta al pubblico durante la trasmissione televisiva MilleVoci.
Nel luglio 2018 esce su tutte le piattaforme digitali il nuovo singolo di Franco Tozzi, "Anna Anna", con testo di Ermanno Capelli, musica di Riccardo Lasero e Manuel Marzano. Produzione di Ermanno Capelli e Riccardo Lasero. Arrangiamento di Riccardo Lasero. Il brano permane per oltre 2 settimane nella parte alta delle classifiche di vendita di Google Play. Miglior piazzamento: 11º posto nella classifica dei brani Pop più venduti e 12º posto nella classifica generale dei singoli, in data 6 agosto 2018.
Il 30 ottobre 2018 viene pubblicato il singolo della canzone "Buongiorno Italia" (testo di Ermanno Capelli e Riccardo Lasero; musica di Riccardo Lasero e Manuel Marzano), sigla della trasmissione radiofonica omonima condotta dalla speaker Gabriela Malusa sull'emittente argentina La Tecno FM 88.3, interpretata da Riccardo Lasero, Manuel Marzano e Voci dall'Italia. La canzone, che vede fra l'altro una brevissima partecipazione vocale parlata anche dello stesso Ermanno Capelli, raggiunge in data 4 novembre 2018 il 40º posto nella classifica dei brani Pop più venduti sulla piattaforma digitale Google Play.
Il 7 febbraio 2019 esce il singolo "I pazzi siete voi" interpretato da Franco Tozzi, con testo di Ermanno Capelli e musica di Riccardo Lasero e Manuel Marzano. La canzone è stata precedentemente proposta per il 69º Festival di Sanremo 2019 ma non ammessa alla gara. Ciò nonostante, in data 12 febbraio 2019, raggiunge il 1º posto nella classifica dei brani Rock più venduti su Google Play ed il 34º posto della classifica generale dei singoli più venduti, sul medesimo digital store.
Il 26 marzo 2024 esce postumo l'album "Anima" del cantante Franco Tozzi, scomparso il 29 gennaio dello stesso anno. L'album contiene 5 brani inediti oltre a "Anna Anna" e "I pazzi siete voi" già usciti precedentemente nei singoli omonimi. I testi dei brani inediti sono di Ermanno Capelli, le musiche sono composte da Riccardo Lasero (anche arrangiatore del disco) e Manuel Marzano. La produzione artistica è stata curata da Capelli e Lasero. La canzone Anima è dedicata a Umberto Tozzi, fratello minore di Franco Tozzi, ed è stata ispirata dallo stesso Franco. La canzone Voglio cantare con Rovazzi è una critica al music buisness italiano e nei versi vengono citati Fabio Rovazzi e Francesco De Gregori e si fa riferimento al Festival di Sanremo.

### Sigle televisive e canzoni per bambini
Ermanno Capelli ha scritto con i fratelli Franco e Mino Reitano il brano "Ciao amico" che, dal 1976 al 1984, nell'interpretazione del Piccolo Coro dell'Antoniano diretto da Mariele Ventre, è stato usato come sigla ufficiale dello Zecchino d'Oro, il celebre festival internazionale di canzoni per bambini. Per questo l'autore ha ricevuto anche una pergamena al merito.
Tale brano, pur essendo usato sempre come sigla, venne ripreso anche nell'edizione 2012 della trasmissione, cantato in quell'occasione dai presentatori Pino Insegno e Veronica Maya insieme ai bambini.
Nel 1987 Ermanno Capelli scrive con Luigi Albertelli, Franca Poli ed Elisabetta Paselli la canzone "Dolce Lassie" (cantata da una ragazzina di nome Giorgia), sigla della serie televisiva Lassie utilizzata per tutte le repliche successive della serie e per la seconda serie trasmessa in Italia sempre dal titolo Lassie.
Fra le altre canzoni per bambini con testi di Ermanno Capelli: "Non ti arrabbiare papà", scritta su musica di Paolo Zavallone (El Pasador) e Celso Valli, e cantata da Cristina Zavallone all'Ambrogino D'Oro 1982, e "Il ballo del pinguino" (1984) che vede impegnati gli stessi autori e la stessa interprete.

### Produttore
Nel 1976 Ermanno Capelli intraprende anche l'attività di produttore discografico. Lo fa dapprima producendo l'esordio nei panni di cantautore di Mauro Galati con cui aveva già scritto svariate canzoni in precedenza, come "La donna quando pensa" (Paola Musiani, Sanremo '74).
Produce quindi il 45 giri di Galati "Il sogno" (sul Lato B, "Un volo"; canzone presentata al Cantagiro) per l'etichetta Ri-Fi; seguito nel 1977 dal 45 giri "E vorrei" (sul Lato B, "Chiara") stampato dalla medesima casa discografica.
Nel 1977 eredita da Mogol, Lucio Battisti e Mario Lavezzi la produzione del gruppo musicale Flora Fauna & Cemento. Produce assieme a Bruno Longhi il 45 giri "Io sono mia / Mia dolce amante" (Cetra, SP 1652).
Nel 1979 produce assieme a Depsa il 45 giri "Elisabetta / Comunque sia una donna" (Durium, Ld AI 8061) di Carlo Lena, già tastierista de La Strana Società. Tutte e due le canzoni sono inoltre state composte da Ermanno Capelli con lo stesso Lena.
Nel 1986 produce assieme a Francesco Reitano il 45 giri e disco mix "Make me crash" di Tozzi (Tanga Label, TL 017), brano di genere italo-disco, anche ristampato nel 1999 in formato CD e vinile Maxi-Single dall'etichetta tedesca ZYX Music, all'interno della collana "Golden-Dance-Classics".
Sempre in ambito dance, nel 1986 Ermanno Capelli produce anche il disco mix 12" "Top model" della cantante Biba (su etichetta OUT, OUT 3065 - distribuito da Discomagic). Nel 1987 il disco esce anche in Venezuela (su etichetta Sonografica, 600.015-M) e negli anni entra a far parte dei brani simbolo della dance italiana anni '80, tanto da essere ridistribuito nel 2010 in duplice versione dalla casa discografica tedesca ZYX Music (in tutta Europa) ed essere inserito in numerose compilations: "Disco Report" (1987 - Venezuela - Sonografica, 220002-L), "Italo Disco The Lost Tracks Vol.1" (2001 - Paesi Bassi - Phantom Records, PR - 773920/Z), "I Love Disco Diamonds Collection Vol. 42" (2006 - Spagna - Blanco y Negro, MXCD 1678), "ZYX Italo Disco 12" Hits Vol. 4 (Greatest Hits & B-Side Rarities)" (2017 - Europa - ZYX Music, ZYX 82897-2).
Nel 2018 e nel 2019 è produttore con Riccardo Lasero dei singoli di Franco Tozzi, "Anna Anna" e "I pazzi siete voi".
Sua e di Riccardo Lasero la produzione artistica dell'album postumo di Franco Tozzi, "Anima".
Dal 1982 in poi, Ermanno Capelli sposa l'attività di produttore con quella del talent scout. Produce infatti parecchi lavori di artisti all'epoca non ancora conosciutissimi, dando loro la possibilità di entrare nell'ambiente discografico.
Fra questi:
- I Giad col 45 giri "Colpo d'amore / Rally" (1982 - Harmony, H 6090)
- Maurizio Cherubino col 45 giri "Baciami ancora", canzone partecipante al Disco Estate '82 (Lato B, "Dolce compagna"), stampato nel 1982 dalla casa discografica Harmony (H 6094)
- Mauro Fogli col 45 giri "Selezione Naturale / Cammina Fratello" (1987 - Top Records, TP 66011 - distribuzione: CGD Messaggerie Musicali S.p.A.) e con l'album "Mauro Fogli canta Phil Collins" (1988 - Green Line Records, GRP 3309 - distribuzione: Dischi Ricordi S.p.A.)
- Nylon (pseudonimo della cantante Nicoletta Borgna) con l'album "I ragazzi cercano le vergini" (1989 - Carrere, CAR 101)
- Rosanna Monte col 45 giri "Bambole blu / Amanti noi" (CIP Music, CIP 001-2)
- Le Dolci Emozioni con l'album "Fare l'amore volando" (Bella Records, ZBL 10100 - distribuzione: Fonit Cetra)
- Jessica & Tonia col 45 giri "Love me / Sorrisi" (Universal International Music, 5090/163 - distribuzione: Phonogram S.p.A.). Prodotto con Osvaldo Miccichè.

### Scrittore
Nel 1986 pubblica il suo primo romanzo, dal titolo “Idea fissa” (Edizioni Grafiche Sipiel - Milano), cui fa seguito nel 1991 una sua raccolta di racconti dal titolo "L'amore addosso" (Edizioni VIP - Vigevano). Continua successivamente a scrivere romanzi ed escono in ordine: nel 2010, "Yo Yo denti di lupo" (Laura Capone Editore - Roma), stampato nel 2012 anche per il mercato internazionale col titolo "Wolfish Teeth Yo Yo"; nel 2016, "Il gay e la lesbica" (Cavinato Editore International); nel 2021, "L'odore dei soldi (La vita doppia)" (Amazon - Independently published).

### Vita privata
Ermanno Capelli è morto a Moncalieri il 5 marzo 2022 all'età di 79 anni.

## Canzoni principali scritte
| Anno | Titolo (Titolo originale)                 | Autori del testo                                    | Autori della musica                                                               | Interpreti                                                     |
| ---- | ----------------------------------------- | --------------------------------------------------- | --------------------------------------------------------------------------------- | -------------------------------------------------------------- |
| 1974 | La donna quando pensa                     | Ermanno Capelli                                     | Mauro Galati                                                                      | Paola Musiani                                                  |
| 1974 | Ah! L'amore                               | Ermanno Capelli                                     | Ciro Sebastianelli, Ettore Lombardi, Hans van Hemert                              | Mouth & MacNeal                                                |
| 1974 | Stagioni fuori tempo                      | Ermanno Capelli                                     | Jacques Brel                                                                      | Maurizio Arcieri                                               |
| 1974 | Stagioni fuori tempo                      | Ermanno Capelli                                     | Jacques Brel                                                                      | Dori Ghezzi                                                    |
| 1974 | Nuur                                      | Ermanno Capelli                                     | Osvaldo Miccichè                                                                  | Mina                                                           |
| 1975 | Terre lontane                             | Ermanno Capelli e Bruno Longhi                      | Mino Reitano, Franco Reitano, Bruno Longhi                                        | Mino Reitano                                                   |
| 1975 | ...E se ti voglio                         | Ermanno Capelli                                     | Guido Maria Ferilli                                                               | Mino Reitano                                                   |
| 1975 | Eri bella                                 | Ermanno Capelli                                     | Bruno Longhi                                                                      | Flora Fauna & Cemento                                          |
| 1975 | Visionario no!                            | Ermanno Capelli                                     | Bruno Longhi                                                                      | Flora Fauna & Cemento                                          |
| 1976 | Tu, dolcemente                            | Ermanno Capelli, Mike Bongiorno, Ludovico Peregrini | Mino Reitano e Franco Reitano                                                     | Mino Reitano                                                   |
| 1976 | Come una cenerentola                      | Ermanno Capelli                                     | Detto Mariano                                                                     | Claudia Mori e Marcello Mastroianni                            |
| 1976 | Terre lontane                             | Ermanno Capelli e Bruno Longhi                      | Mino Reitano, Franco Reitano, Bruno Longhi                                        | Mina                                                           |
| 1976 | Che aereo stupendo... la speranza         | Ermanno Capelli                                     | Antonio Cripezzi                                                                  | I Camaleonti                                                   |
| 1976 | Tra amici                                 | Ermanno Capelli                                     | Antonio Cripezzi                                                                  | I Camaleonti                                                   |
| 1976 | Un volo                                   | Ermanno Capelli                                     | Mauro Galati                                                                      | Mauro Galati                                                   |
| 1976 | Vattenne                                  | Ermanno Capelli                                     | Ciro Sebastianelli e Sergio Menegale                                              | Ciro Sebastianelli                                             |
| 1976 | Ciao amico                                | Ermanno Capelli e Giulio Cadile                     | Mino Reitano e Franco Reitano                                                     | Piccolo Coro dell'Antoniano                                    |
| 1977 | Io sono mia                               | Ermanno Capelli                                     | Bruno Longhi                                                                      | Flora Fauna & Cemento                                          |
| 1977 | L'amore di ieri                           | Ermanno Capelli                                     | Bruno Longhi                                                                      | Claudia Mori                                                   |
| 1977 | Un giorno, cent'anni                      | Ermanno Capelli e Gian Pieretti                     | Piero Soffici                                                                     | Dik Dik                                                        |
| 1977 | Piccola Luisa                             | Ermanno Capelli                                     | Pino Panetta                                                                      | La Quinta Faccia                                               |
| 1977 | Lei, mia                                  | Ermanno Capelli                                     | Armando Toscani                                                                   | Nicola Di Bari                                                 |
| 1977 | Il maschio oggetto                        | Ermanno Capelli                                     | Jean-Daniel Mercier                                                               | Antoine                                                        |
| 1978 | Se                                        | Ermanno Capelli                                     | Walter Zabai                                                                      | Paola Musiani                                                  |
| 1979 | Matta                                     | Ermanno Capelli                                     | Ciro Sebastianelli                                                                | Giovanna                                                       |
| 1980 | Aprimi                                    | Ermanno Capelli                                     | Ninni Carucci                                                                     | Ninni Carucci                                                  |
| 1980 | Italia                                    | Ermanno Capelli                                     | Carlo Lena                                                                        | Carlo Lena                                                     |
| 1981 | Addio Beatles                             | Ermanno Capelli                                     | Paradiso Gilioli e Clara Serina                                                   | Tiziana Ciao                                                   |
| 1981 | Mal d'amore                               | Ermanno Capelli                                     | Calso Valli                                                                       | Surf Riders                                                    |
| 1981 | Amada mia                                 | Ermanno Capelli                                     | Gino Ingrosso                                                                     | Tony Dallara                                                   |
| 1982 | Non ti arrabbiare papà                    | Ermanno Capelli                                     | Paolo Zavallone                                                                   | Cristina Zavallone                                             |
| 1984 | Il ballo del pinguino                     | Ermanno Capelli                                     | Paolo Zavallone e Celso Valli                                                     | Cristina Zavallone                                             |
| 1986 | Make me crash                             | Ermanno Capelli e Franco Tozzi                      | Ermanno Capelli e Franco Tozzi                                                    | Tozzi                                                          |
| 1986 | Top Model                                 | Ermanno Capelli e Graziella Boido                   | Bruno Rosellini, Fabrizio Baldoni, Ivo Bertaina, Rinaldo Di Nino, Pierpaolo Rosso | Biba                                                           |
| 1987 | Oggi è già domani... intorno a mezzanotte | Ermanno Capelli                                     | Thelonious Monk                                                                   | Matia Bazar                                                    |
| 1987 | Dolce Lassie                              | Ermanno Capelli e Luigi Albertelli                  | Franca Poli e Elisabetta Paselli                                                  | Giorgia                                                        |
| 1988 | Vivo di musica                            | Ermanno Capelli                                     | Antonio Cripezzi, Livio Macchia, Vincenzo Mancuso                                 | I Camaleonti                                                   |
| 1992 | Per te                                    | Ermanno Capelli e Loris Ceroni                      | Gegè Reitano e Alberto Franco                                                     | Mino Reitano                                                   |
| 1995 | Noi siamo stracci                         | Ermanno Capelli e Giulio Cadile                     | Mino Reitano e Franco Reitano                                                     | Pio                                                            |
| 2008 | Tè per due                                | Ermanno Capelli                                     | Vincent Youmans                                                                   | Elisabetta Viviani                                             |
| 2014 | Cuore a cuore                             | Ermanno Capelli                                     | Riccardo Lasero                                                                   | Alfio Cantarella e Daniela Cavallaro                           |
| 2018 | Anna Anna                                 | Ermanno Capelli                                     | Riccardo Lasero e Manuel Marzano                                                  | Franco Tozzi                                                   |
| 2018 | Buongiorno Italia                         | Ermanno Capelli e Riccardo Lasero                   | Riccardo Lasero e Manuel Marzano                                                  | Team Tozzi, Riccardo Lasero, Manuel Marzano e Voci Dall'Italia |
| 2019 | I pazzi siete voi                         | Ermanno Capelli                                     | Riccardo Lasero e Manuel Marzano                                                  | Franco Tozzi                                                   |
| 2024 | Anima                                     | Ermanno Capelli                                     | Riccardo Lasero e Manuel Marzano                                                  | Franco Tozzi                                                   |